# Édouard Hesling
Frédéric Charles Édouard Alexis Hesling (* 8. Dezember 1869 in Mostaganem, Algerien; † 1934) war ein französischer Kolonialbeamter und vom 16. Mai 1919 bis zum 7. August 1927 Gouverneur der Kolonie Obervolta, dem heutigen Burkina Faso.
Dieser Posten wurde ihm am 16. Mai 1919 verliehen, erst am 9. November traf er aber in Ouagadougou ein, der Hauptstadt der im selben Jahr gegründeten Kolonie. Seine Aufgabe bestand darin, die Infrastruktur aufzubauen und die ländlichen Regionen zu erschließen. Sein Plan, die Kolonie zur wirtschaftlichen Blüte zu führen, scheiterte und so wurde Obervolta 1932 unter seinen Nachbarkolonien aufgeteilt.
| Personendaten    | Personendaten                            |
| ---------------- | ---------------------------------------- |
| NAME             | Hesling, Édouard                         |
| ALTERNATIVNAMEN  | Hesling, Frédéric Charles Édouard Alexis |
| KURZBESCHREIBUNG | französischer Kolonialbeamter            |
| GEBURTSDATUM     | 8. Dezember 1869                         |
| GEBURTSORT       | Mostaganem, Algerien                     |
| STERBEDATUM      | 1934                                     |